# Токбердино
Токбердино (баш. Тухбирҙе) — село в Бакалинском районе Республики Башкортостан Российской Федерации. Входит в состав Бакалинского сельсовета.

## География

### Географическое положение
Расстояние до:
- районного центра (Бакалы): 7 км,
- центра сельсовета (Старокуяново): 5 км,
- ближайшей ж/д станции (Туймазы): 83 км.

## Население
| 2002 | 2009 | 2010 |
| ---- | ---- | ---- |
| 515  | ↗520 | ↘426 |

Согласно переписи 2002 года, преобладающие национальности — марийцы (51 %).